# Långemåla församling
Långemåla församling är en församling i Stranda-Möre kontrakt i Växjö stift och Högsby kommun. Församlingen ingår i Högsby pastorat.
Församlingskyrka är Långemåla kyrka.

## Administrativ historik
Församlingen bildades 18 juli 1732 som en utbrytning ur Högsby församling. Från 1732 till 1 maj 1885 var den en annexförsamling i pastoratet Högsby och Långemåla. Från 1 maj 1885 till 1962 utgjorde församlingen ett eget pastorat, för att från 1962 vara annexförsamling i pastoratet Högsby, Fågelfors och Långemåla  som 1992 utökades med Fagerhults församling.

## Series pastorum
| Ämbetstid              | Namn                              | Levnadstid             |
| 1885–1895              | Johan Alfred Jönsson              | 1846–1932              |
| 1895–1926              | Olof Albin Albin                  | 1849–1933              |
| 1926–1943              | Axel Bernhard Johannes Möllerberg | 1895–(åtminstone 1947) |
| 1943–(åtminstone 1947) | Alf Svante Gerhard Hansson        | 1905–(åtminstone 1947) |

## Organister
| Ämbetstid | Namn                      | Levnadstid | Övrigt                |
| --------- | ------------------------- | ---------- | --------------------- |
|           | Jonas Jonsson             | 1752-      | Klockare              |
| 1813-1846 | Johan Friedrich Johansson | 1787-      | Klockare              |
| 1861-1871 | Johan August Andersson    | 1831-1871  | Klockare och kantor   |
| 1871-1897 | Sven Adolf Dahlberg       | 1843-      | Organist och klockare |